# Кудеєвський
Куде́євський (рос. Кудеевский, башк. Көзөй) — село (колишнє смт) у складі Іглінського району Башкортостану, Росія. Адміністративний центр та єдиний населений пункт Кудеєвської сільської ради.
Населення — 3091 особа (2010; 2867 в 2002).